# Georgenburse

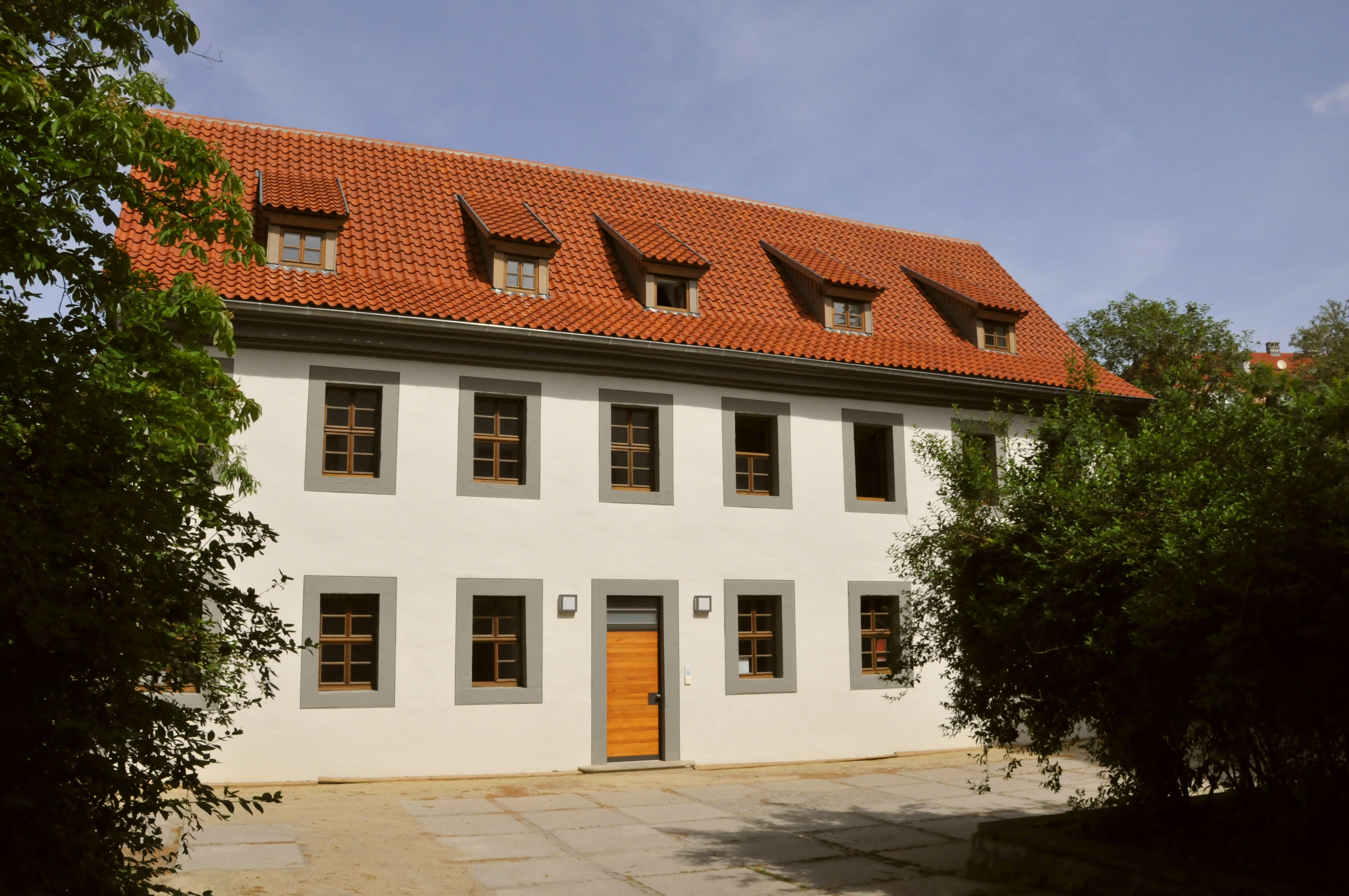
Georgenburse

Die Georgenburse war eine Studentenburse in der Altstadt von Erfurt. Sie diente im Mittelalter als Wohnhaus für Studenten und Lehrkräfte der Universität Erfurt, zwischen 1501 und 1505 wohnte Martin Luther dort. Die Georgenburse lag am südlichen Ende der Lehmannsbrücke am Breitstrom.

## Historisches
Die Georgenburse wurde 1456 erstmals urkundlich erwähnt, baugeschichtlich geht sie bis ins 14. Jahrhundert zurück. Sie diente als Wohnstätte für Studenten und Lehrkräfte der Universität Erfurt und unterstand einem Magister. Die Burse verfügte über einen fest angestellten Koch, die weiteren Verwaltungsaufgaben übernahmen Studenten. Wegen der rückläufigen Studentenzahlen wurde die Georgenburse von der Stadt Erfurt im 16. Jahrhundert verkauft. Der ursprüngliche Komplex bestand aus mehreren Gebäuden.
Fast alle Gebäude, darunter die Vorderhäuser an der Augustinerstraße, wurden am 25. Februar 1945 bei einem Bombenangriff zerstört. Das einzige noch erhaltene Gebäude wurde 1983 wieder hergerichtet.

## Heutige Nutzung
Nach umfassender Sanierung eröffnete am 31. Oktober 2010 die Bildungs- und Begegnungsstätte „Georgenburse Erfurt – Studienort der Lutherzeit“. Das Dachgeschoss dient als Pilgerherberge. Das Haus beherbergt weiterhin das Zentrum der Evangelischen St. Georgs Bruderschaft.